# Paradosso del Comma 22
Il paradosso del Comma 22 è formulato nel romanzo Catch 22 di Joseph Heller (Tranello 22, di norma tradotto con Comma 22).
Il paradosso riguarda un'apparente possibilità di scelta in una regola o in una procedura dove, per motivi logici nascosti o poco evidenti, in realtà non è possibile alcuna scelta bensì soltanto un'unica possibilità. Nella lingua inglese viene citato, di solito, con il significato di circolo vizioso.

## Enunciazione
Il libro, edito nel 1961, rappresentava una feroce critica alla struttura militare e alla guerra, attraverso la narrazione delle avventure di un gruppo di aviatori statunitensi assegnati ai bombardamenti in Italia durante la seconda guerra mondiale.
I regolamenti a cui i piloti erano soggetti contenevano consecutivamente il Comma 21: «Chi è pazzo può chiedere di essere esentato dalle missioni di volo» e il Comma 22: «Chi chiede di essere esentato dalle missioni di volo non è pazzo.»
Si tratta di una norma regolamentare che, in realtà, non è mai esistita.

### Precedenti
È una versione del paradosso di Jourdain (a sua volta derivato dall'antico paradosso di Epimenide) con le seguenti due frasi:
«La frase seguente è vera.
La frase precedente è falsa.»

## Concetti e definizioni in analogia con il paradosso del Comma 22
- Petitio principii – ragionamento circolare in cui si dimostra una proposizione assumendo delle premesse che sono a loro volta conseguenze della stessa
- Vittoria cadmea – una vittoria che conduce direttamente alla propria rovina
- Vittoria pirrica – una vittoria ottenuta a un prezzo tanto alto per il vincitore da implicare una sconfitta strategica nella guerra
- Gioco del pollo – due contendenti desiderano un risultato positivo come conseguenza di un'azione, ma se entrambi la compiono il risultato è totalmente negativo
- Paradosso dell'uovo e della gallina – un ciclo apparentemente non risolvibile di causa ed effetto dall'origine sconosciuta
- Dilemma corneliano – una scelta fra azioni che avranno un effetto deleterio su chi sceglie o su di un suo caro
- Deadlock – in informatica, quando due processi attendono ognuno il termine dell'altro, o tengono bloccata ognuno una risorsa che serve all'altro, e che quindi restano in una situazione di stallo.
- Doppio legame (psicologia) – un paradosso bloccante, derivato da 3 elementi: la prescrizione del comportamento A a un livello di linguaggio (es.: verbale); la proibizione di A a un altro livello di linguaggio (es.: non verbale); la proibizione o l'impedimento a commentare la contraddizione fra i primi due elementi. Esempi: "Disobbediscimi!", "Sii spontaneo!"
- La donna, o la tigre? – una breve storia riguardante una principessa che deve fare una scelta in una situazione senza possibilità di vittoria
- La scelta di Sophie – una scelta fra due entità egualmente amate, ma ciascuna necessitante della distruzione dell'altra per continuare a esistere
- Wilhelm Voigt – non poteva avere lavoro poiché privo di passaporto, ma non poteva ottenere il passaporto poiché privo di lavoro
- Circolo virtuoso e circolo vizioso
- Zugzwang – negli scacchi, situazione in cui qualsiasi mossa si faccia si subirà lo scacco matto o una perdita
- Scelta di Hobson – scelta apparentemente libera, ma in realtà obbligatoria, del tipo "prendere o lasciare"
- Test della Kobayashi Maru – Nell'universo di Star Trek, una simulazione di addestramento dell'Accademia della Flotta Stellare per mettere alla prova le capacità di comando in situazioni senza soluzione.